# 藤原正和
藤原 正和（ふじわら まさかず、1981年3月6日 - ）は、日本の元陸上競技選手。現陸上競技指導者。専門は長距離走・マラソン。兵庫県神崎郡大河内町（現神河町）出身。西脇工業高等学校を経て中央大学文学部卒業。現在は中央大学陸上競技部長距離ブロック監督。
世界陸上競技選手権大会男子マラソンに過去3回日本代表。ユニバーシアード北京大会ハーフマラソン、2010年東京マラソン優勝者。初マラソン元日本最高記録保持者。

## 略歴

### 大学時代まで
中学時代は3年時（1995年）に全日本中学校陸上競技選手権大会の3000mに出場し2位の成績を残した。また第72回東京箱根間往復大学駅伝競走での小林雅幸の活躍を見て、箱根駅伝と5区の箱根山上りに憧れたという。高校時代は故障に悩まされるが、3年時（1998年）にはインターハイ3000mSCに出場し3位入賞。第49回全国高校駅伝2区を区間4位で走り、西脇工業の2年連続7度目の全国高校駅伝優勝に貢献した。
大学時代は、中央大学の中心選手として長距離トラック種目や駅伝において活躍を見せ、大学4年間の3大駅伝（出雲・全日本・箱根）には全て出場を果たした。2001年中華人民共和国・北京において開かれたユニバーシアードの男子ハーフマラソンにおいて優勝を果たした。
箱根駅伝では1～3年時に山登りの5区を担当し1年時に区間賞を獲得。このうち2001年、2年時の第77回箱根駅伝では前を行く法政大学・順天堂大学を交わし、中央大学37年ぶりとなる往路優勝のゴールテープを切っている。
4年時には花の2区に出走し8人抜きの走りを見せ、松下龍治（駒澤大学）やO・モカンバ（山梨学院大学）を抑えて区間賞を獲得。中央大学の襷を3区戸塚中継所へ35年ぶりに先頭でたどり着かせた。また、大学4年時の2003年には、世界陸上選手権男子マラソン代表選考会を兼ねた第58回びわ湖毎日マラソンに出場。残り5km付近までトップ争いを演じ、日本人トップとなる3位入賞を果たした。この時記録した2時間08分12秒のタイムは、五輪銀メダリスト森下広一の初マラソン最高記録や佐藤敦之（早稲田大学）の日本学生最高記録を上回る新記録となった。この結果により、世界陸上パリ大会代表に内定した。

### 社会人（ホンダ所属）時代
2003年にホンダ入社後は日本選手権などに出場。しかしその後、右腸脛靭帯炎を発症、その症状が悪化してしまい世界陸上選手権出場を断念、1週間前に出場辞退を表明した。この後には故障と肝機能低下により思うように走れない期間があったという。2008年第52回全日本実業団駅伝では7区アンカー区間を走り、区間賞を獲得した。2010年第54回全日本実業団駅伝では4区を担当、前を行く北村聡（日清食品グループ）・尾田賢典（トヨタ自動車）を後半で交わし、先頭に立った。
2010年2月28日の東京マラソン2010では、雨や雪が降る悪天候で20kmの通過が1時間1分41秒とスローペースで進むレース展開の中、40km過ぎからスパートして抜け出し、藤原新・佐藤敦之らを抑え2時間12分19秒のタイムで優勝。3度目の挑戦でマラソン初優勝、また男子日本人選手による初優勝となった。
2012年2月26日の東京マラソン2012では、ライバルの藤原新・川内優輝らと共に国内招待選手でエントリー、日本人トップと同年8月開催のロンドンオリンピック男子マラソン代表選出を目指して出場。序盤の3km付近、外国選手らハイペースの先頭集団へ積極果敢についた日本選手は藤原正和一人だったが、17km過ぎで先頭集団から徐々に遅れ初め、中間点辺りで日本選手らの第2集団に吸収される。その後25km地点を過ぎると第2集団からも離されて31位となった。
2013年3月3日の第68回びわ湖毎日マラソンでは、30kmを過ぎた後ロンドン五輪男子マラソン代表・山本亮ら他有力選手が脱落する中、先頭集団に位置してレースを進めるが、37Km辺りから徐々に後退。優勝したヴィンセント・キプルトと17秒差となる、2時間08分51秒と日本人トップの4位でゴール。同年8月開催の世界陸上モスクワ大会への内定条件となる2時間8分未満には及ばなかったが、世界陸上選手権男子マラソン日本代表に名乗りを挙げ、同年4月25日に10年ぶり2度目の世界陸上へ正式に選出された。
2013年8月17日に開催された世界陸上モスクワ大会・男子マラソンでは20Km付近まで先頭集団についていたが、その後脱落。結局8位入賞には届かなかったが、日本人では中本健太郎（5位）に次ぐ2番目の14位に入った。
2014年12月7日開催の第68回福岡国際マラソンに出場。30Km付近で優勝争いからは脱落するも、日本人では首位となる2時間9分06秒の4位に入る。翌2015年8月開催の世界陸上北京大会男子マラソン代表の有力候補となり、2015年3月11日に同世界陸上選手権へ2大会連続3度目の日本代表選出が正式に決まった。
世界陸上北京大会開幕日の2015年8月22日、男子マラソンに出場したが、中間点付近で先頭集団から脱落。その後徐々に順位を落とし、結果21位と日本男子ではトップだったが目標の8位入賞には届かず、翌2016年開催のリオデジャネイロオリンピックの男子マラソン内定には至らなかった（前田和浩は40位、今井正人は欠場）。2016年3月6日の第71回びわ湖毎日マラソンに出場予定だったものの、右足脛部の疲労骨折により欠場、リオ五輪男子マラソン日本代表入りを断念した。

### 指導者（中大陸上部監督）時代
2016年3月、現役引退を表明しホンダを退社。同時に、母校・中央大の陸上部駅伝監督に就任することが発表された。ここ近年の中大陸上部は、箱根駅伝において4年連続でシード落ちするなど不振が続いており、同年5月には上級生達の原付バイク運転禁止・門限無しを月1回に厳しくするなどチーム改革に着手。さらに同年7月には、主将・副主将を4年生から1年生に交代させるなど、異例の大改革を公表した。
しかし、同年10月15日開催の第93回箱根駅伝・予選会では、同駅伝本戦通過となる10位以内に入れず、日本大学とは44秒の差で11位と敗北。これにより、中大陸上部の箱根駅伝・本戦出場権は、87回連続でついに途切れてしまう。予選会当日の夜、中大のミーティングでは藤原曰く「来年の予選会は絶対負けられない。突破しなければ本当に中大は終わってしまう」と危機感を募らせていた。
その後は着実に強化が進み、第97回箱根駅伝では総合12位に終わるも復路3位、第98回箱根駅伝では総合6位とシード権を獲得。第99回箱根駅伝では総合2位と躍進を遂げている。

## 主な戦績
| 年   | 大会                                  | 種目           | 順位 | 記録          | 備考                                   |
| ---- | ------------------------------------- | -------------- | ---- | ------------- | -------------------------------------- |
| 1998 | 第51回全国高等学校総合体育大会        | 3000mSC        | 3位  |               |                                        |
| 2000 | 第28回世界クロスカントリー選手権      | ジュニア       | 14位 | 24分20秒      | 8km                                    |
| 2000 | 第79回関東学生陸上競技対校選手権大会  | 10000m         | 4位  | 29分13秒79    |                                        |
| 2001 | 第5回日本学生ハーフマラソン           | ハーフマラソン | 優勝 | 1時間03分40秒 |                                        |
| 2001 | 第21回ユニバーシアード                | ハーフマラソン | 優勝 | 1時間04分12秒 |                                        |
| 2001 | 第70回日本学生陸上競技対校選手権大会  | 10000m         | 6位  | 28分48秒87    |                                        |
| 2001 | 第70回日本学生陸上競技対校選手権大会  | 5000m          | 7位  | 14分05秒25    |                                        |
| 2002 | 第81回関東学生陸上競技対校選手権大会  | 10000m         | 3位  | 28分39秒32    |                                        |
| 2002 | 第71回日本学生陸上競技対校選手権大会  | 10000m         | 5位  | 29分31秒03    |                                        |
| 2002 | 第71回日本学生陸上競技対校選手権大会  | 5000m          | 3位  | 14分01秒48    |                                        |
| 2003 | 第58回びわ湖毎日マラソン              | マラソン       | 3位  | 2時間08分12秒 | 初マラソン日本最高記録・国内学生新記録 |
| 2003 | 第87回日本陸上競技選手権大会          | 10000m         | 15位 | 28分57秒65    |                                        |
| 2003 | 第9回世界陸上競技選手権パリ大会       | マラソン       | 欠場 | 記録無し      | 団体戦の日本代表は金メダル獲得         |
| 2005 | 第39回青梅マラソン                    | 30km           | 2位  | 1時間32分25秒 |                                        |
| 2006 | 第39回札幌国際ハーフマラソン          | ハーフマラソン | 31位 | 1時間04分26秒 |                                        |
| 2007 | 第9回アジアクロスカントリー選手権大会 | シニア         | 4位  | 36分53秒      | 12km, 日本人1位                        |
| 2008 | 第63回びわ湖毎日マラソン              | マラソン       | 9位  | 2時間12分07秒 |                                        |
| 2010 | 東京マラソン2010                      | マラソン       | 優勝 | 2時間12分19秒 |                                        |
| 2010 | ベルリンマラソン                      | マラソン       | 9位  | 2時間12分00秒 |                                        |
| 2012 | 東京マラソン2012                      | マラソン       | 31位 | 2時間16分46秒 |                                        |
| 2012 | 第55回札幌国際ハーフマラソン          | ハーフマラソン | 15位 | 1時間03分28秒 |                                        |
| 2012 | ベルリンマラソン                      | マラソン       | 10位 | 2時間11分31秒 |                                        |
| 2013 | 第68回びわ湖毎日マラソン              | マラソン       | 4位  | 2時間08分51秒 | 日本人1位                              |
| 2013 | 第14回世界陸上競技選手権モスクワ大会  | マラソン       | 14位 | 2時間14分29秒 | 日本人2位                              |
| 2014 | 第68回福岡国際マラソン                | マラソン       | 4位  | 2時間09分06秒 | 日本人1位                              |
| 2015 | 第15回世界陸上競技選手権北京大会      | マラソン       | 21位 | 2時間21分06秒 | 日本人1位                              |

### 駅伝成績
| 年   | 大会                               | 区間 | 距離   | 順位     | 記録          | 備考         |
| ---- | ---------------------------------- | ---- | ------ | -------- | ------------- | ------------ |
| 1998 | 第49回全国高等学校駅伝競走大会     | 2区  | 3.0km  | 区間4位  | 8分27秒       | 西脇工業優勝 |
| 1999 | 第11回出雲全日本大学選抜駅伝競走   | 5区  | 7.3km  | 区間3位  | 21分30秒      |              |
| 1999 | 第31回全日本大学駅伝対校選手権大会 | 8区  | 19.7km | 区間4位  | 1時間00分39秒 |              |
| 2000 | 第76回東京箱根間往復大学駅伝競走   | 5区  | 20.7km | 区間賞   | 1時間11分36秒 |              |
| 2000 | 第12回出雲全日本大学選抜駅伝競走   | 5区  | 7.3km  | 区間2位  | 21分21秒      |              |
| 2000 | 第32回全日本大学駅伝対校選手権大会 | 8区  | 19.7km | 区間3位  | 1時間00分13秒 |              |
| 2001 | 第77回東京箱根間往復大学駅伝競走   | 5区  | 20.7km | 区間2位  | 1時間13分51秒 |              |
| 2001 | 第13回出雲全日本大学選抜駅伝競走   | 6区  | 10.2km | 区間5位  | 30分50秒      |              |
| 2001 | 第33回全日本大学駅伝対校選手権大会 | 8区  | 19.7km | 区間4位  | 58分49秒      |              |
| 2002 | 第78回東京箱根間往復大学駅伝競走   | 5区  | 20.7km | 区間3位  | 1時間14分36秒 |              |
| 2002 | 第7回全国都道府県対抗男子駅伝      | 7区  | 13.0km | 区間13位 | 38分32秒      |              |
| 2002 | 第14回出雲全日本大学選抜駅伝競走   | 3区  | 8.5km  | 区間2位  | 25分16秒      |              |
| 2002 | 第34回全日本大学駅伝対校選手権大会 | 2区  | 13.2km | 区間8位  | 39分22秒      |              |
| 2003 | 第79回東京箱根間往復大学駅伝競走   | 2区  | 23.2km | 区間賞   | 1時間07分31秒 | 8人抜き      |
| 2004 | 第48回全日本実業団対抗駅伝競走大会 | 5区  | 15.9km | 区間11位 | 48分36秒      |              |
| 2004 | 第45回東日本実業団対抗駅伝競走大会 | 3区  | 12.6km | 区間賞   | 35分58秒      |              |
| 2005 | 第49回全日本実業団対抗駅伝競走大会 | 2区  | 22.0km | 区間9位  | 1時間03分53秒 |              |
| 2007 | 第48回東日本実業団対抗駅伝競走大会 | 5区  | 9.7km  | 区間3位  | 28分43秒      |              |
| 2008 | 第52回全日本実業団対抗駅伝競走大会 | 7区  | 15.7km | 区間賞   | 46分53秒      |              |
| 2009 | 第53回全日本実業団対抗駅伝競走大会 | 6区  | 11.8km | 区間6位  | 35分33秒      |              |
| 2009 | 第50回東日本実業団対抗駅伝競走大会 | 7区  | 13.5km | 区間賞   | 39分32秒      |              |
| 2010 | 第54回全日本実業団対抗駅伝競走大会 | 4区  | 22.3km | 区間8位  | 1時間03分48秒 |              |
| 2011 | 第55回全日本実業団対抗駅伝競走大会 | 6区  | 12.5km | 区間11位 | 37分35秒      |              |
| 2011 | 第52回東日本実業団対抗駅伝競走大会 | 7区  | 13.5km | 区間賞   | 39分31秒      |              |
| 2012 | 第56回全日本実業団対抗駅伝競走大会 | 4区  | 22.0km | 区間5位  | 63分46秒      |              |
| 2013 | 第57回全日本実業団対抗駅伝競走大会 | 7区  | 15.5km | 区間8位  | 48分01秒      |              |
| 2014 | 第58回全日本実業団対抗駅伝競走大会 | 7区  | 15.5km | 区間4位  | 48分37秒      |              |

## 自己ベスト
- 5000m - 13分49秒33（2004年）
- 10000m - 28分17秒38（2000年）
- ハーフマラソン - 1時間2分23秒（2004年）
- マラソン - 2時間8分12秒（2003年）

## 参考資料
- 高校駅伝 過去の記録・検索結果（藤原正和）
- 箱根駅伝公式webサイト 選手詳細情報・主な戦績（藤原正和）
- 中央大学保健体育研究所客員研究員・中央大学陸上競技部コーチ 川久保一浩 「藤原正和選手のトレーニング」(2002-03-28) 中央大学 2009年11月28日閲覧。
- 「世界陸上2003パリ大会 藤原正和」 TBS 2009年11月28日閲覧。
- 「藤原、北京へ復活の一歩　男子マラソン」 神戸新聞(2005-03-05) 2009年11月28日閲覧。
- 「第9回IAAF世界陸上競技選手権パリ大会日本代表選手に提供するマラソンシューズについて 」 ASICS(2003-08-08) 2009年11月28日閲覧。